# Čudno selo
Čudno Selo – wieś w Słowenii, w gminie Črnomelj. W 2018 roku liczyła 93 mieszkańców.